# 三木慶介
三木 慶介（みき けいすけ、1922年 - 2016年）は、日本の山岳写真家。
写真雑誌の月例応募からスタートし、またたく間に「三木時代」なる言葉まで生み、山岳写真界に一時代を築いた。
1954年からアサヒカメラの月例に応募しはじめ、1956年にアサヒカメラ優秀作家賞、1959年にイタリアで開催された、世界国際山岳写真ビエンナーレ展で、「滑降」が日本人として初めて最優秀賞を受賞した。
1964年にも「友を気遣う」が、世界国際山岳写真ビエンナーレで2度目の最優秀賞を受賞した。
全日本山岳写真協会の理事長を務め会長に就任。東京野歩路会代表を経て顧問に就任、後進の指導にあたった。

## 略歴
- 1922年 - 東京都の両国に生まれる
- 1943年 - 明治大学法学部卒業
- 1956年 - アサヒカメラ優秀作家賞受賞
- 1959年 - イタリア世界国際山岳写真ビエンナーレ最優秀ゴールデンカップ受賞（日本人として初受賞）
受賞作「滑降」は、剣沢の大斜面を滑降する三浦雄一郎を撮影したものである。
- 1964年 - イタリア世界国際山岳写真ビエンナーレ最優秀ゴールデンカップ受賞（2度目の受賞）
受賞作「友を気遣う」は、厳冬期に谷川岳の衝立岩に初登頂する仲間達の写真。
- 1965年 - 富士フイルム優秀賞受賞、山と渓谷社賞受賞
- 1973年 - カメラ毎日創刊20年記念別冊『写真家100人顔と作品』で紹介される[3]
- 1995年 - NHKにて「熟年の山旅」をテーマに、5日間にわたり山の楽しさを放映
- 1997年 - 作品集「登（のぼる）」を刊行
- 1997年 - 勲四等瑞宝章受章[4]
- 2010年 - 作品集「滑降」を刊行
- 2016年 - 死去[5]

## 東京都写真美術館収蔵作品
- 「雲竜渓谷」「南稜のテラス」「三ノ窓」「顔」「ラッセル」「雪稜登攀」「雲わく滝谷」[6]